# 50 Cent: Bulletproof
50 Cent: Bulletproof är ett actionspel, utvecklat av Genuine Games och Interscope och utgivet av Sierra Entertainment. Det gavs ut första gången 2006 till Playstation 2 och Xbox. 2009 kom det även en version till Playstation Portable, som utvecklades av High Voltage Software och utgavs av Vivendi Games. 2009 fick även spelet en uppföljare, 50 Cent: Blood on the Sand.
Spelets berättelse handlar om hiphopmusikern 50 Cent och utspelar sig i New York. Spelet handlar om historien om gangstrar och annat. I spelet spelar man Curtis Jackson "50 Cent" och hans gäng "G-Unit", spelet innehåller grova ord och mycket våld. Spelandet är ganska likt Grand Theft Auto-spelen.